# Charles Gough
Charles Gough (* 1693 in London; † 11. Februar 1774) war ein englischer Seefahrer im Auftrag der British East India Company.

## Person
Er gehörte zu einer der mächtigsten Familien der englischen Seeschifffahrt und führte den Titel Esquire. Mehrere Familienmitglieder waren stark mit der British East India Company verbunden. Sein Vater Sir Richard Gough († Februar 1728) reiste nach Ostindien, so auch dessen Bruder Harry Gough (1681–1751). Charles Gough blieb zeitlebens ledig, was auch seinem Beruf als Schiffskapitän geschuldet war. 
Seine Seereisen unternahm auch er im Auftrag der British East India Company. Ausweislich des Schiffsregisters war Gough 1726/1727 mit der Pricess Anne nach St. Helena und 1734/1735 mit der Richmond nach Kanton und Bombay unterwegs.

## Seereise
Die berühmteste Seereise mit seiner Beteiligung als Kapitän der 460 Tons schweren Richmond fand Anfang 1732 statt und führte von England nach China zunächst in südwestlicher Richtung. 
Auf dem Südatlantik kam am 3. März 1732 für Kapitän Gough Land in Sicht. Wie sich herausstellte, handelte es sich um eine bereits im Juli 1505 durch den portugiesischen Seefahrer Gonçalo Álvares entdeckte kleine Insel. Gough bezeichnete sie in seinem Logbuch als „sehr hohe Insel mit ungefähr 5 oder 6 Meilen Länge, die in einer alten portugiesischen Karte als ‚Gonçalo Álvares‘ bezeichnet ist“. Er zeichnete Ansichten, landete hier jedoch nicht und setzte seine Fahrt fort.

## Weiteres Leben
Von dieser Seereise muss Kapitän Gough spätestens 1734 zurückgekehrt sein, da das Schiffsregister in jenem Jahr wiederum eine Seereise mit der Richmond nach Kanton und Bombay verzeichnete. Zuvor wurde 1733 die nach Álvares benannte Insel wegen erneuter Sichtung und exakter Positionsbestimmung nach Kapitän Charles Gough in Gough-Insel umbenannt. Gough war zwischen 1749 und 1762 Direktor der britischen Ostindien-Kompanie.